# Madragoa Filmes
A Madragoa Filmes é a maior produtora de cinema em Portugal. Dirigida pelo produtor Paulo Branco, a empresa tem produzido obras de Manoel de Oliveira, João César Monteiro, João Canijo, João Botelho, José Álvaro Morais, Eduardo Guedes, Teresa Villaverde, Pedro Costa, António Ferreira, Catarina Ruivo, Bruno Niel, Wim Wenders ou Alain Tanner.